# بیماری آب‌زاد

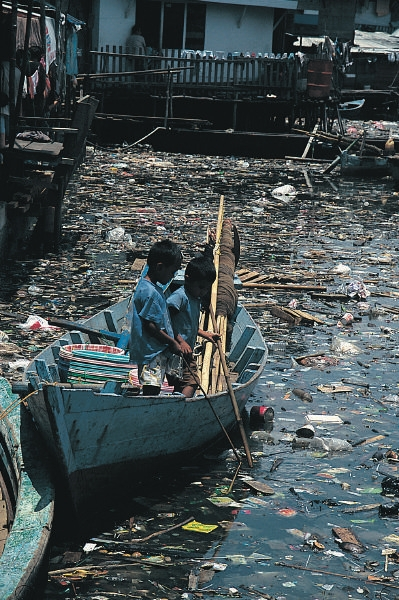
آلودگی رود

بیماری آب‌زاد به بیماری‌ای گفته می‌شود که از طریق آب منتقل می‌شود. با رشد صنعت در قرن ۱۹ میلادی بسیاری از رودها مملو از مواد زاید و حتی برخی به فاضلاب تبدیل شدند. در اوایل دوران رشد صنعت، آب آشامیدنی بسیاری از شهرها به وسیله رودهایی که مواد زاید و فاضلاب خود را در آن می‌ریختند، تأمین می‌شد. نتیجه این عمل شیوع وبا، تیفویید و سایر بیماری‌ها بود.
برای مثال: در قرن ۱۹ با آلودگی رودخانه تیمز که مملو از مواد زاید و سمی شده بود، وبا شیوع یافت و ۲۰ هزار نفر را در انگلیس کشت. بیماری تیفویید در همین دوران بسیاری از شهرهای آمریکا را فرا گرفته بود. تا اواخر دهه ۱۹۶۰ این‌طور تصور می‌شد که رودها و دریاچه‌ها محلی برای تخلیه آلودگی‌های صنعتی هستند.

## تاریخچه
بیماری‌های آب‌زاد، زمانی به اشتباه توسط تئوری میاسما یعنی گسترش بیماری‌ها از طریق هوا شناخته می‌شد. تا اینکه مردم شروع به یافتن رابطه‌ای بین کیفیت آب و بیماری‌های منتقله از طریق آب کردند. این امر منجر به روش‌های مختلف خالص‌سازی آب، مانند فیلتر شنی و کلرزنی آب آشامیدنی گردید. بنیان‌گذاران میکروسکوپ (ریزبینی)، آنتونی فان لیوونهوک و رابرت هوک، از میکروسکوپ تازه اختراع شده برای کشف رابطه آب و بیماری استفاده کردند. آنها برای اولین بار ذرات ریز مواد معلق در آب را مشاهده نمودند و به این ترتیب زمینه برای درک آینده از پاتوژن‌ها و بیماری‌های منتقله از آب فراهم گردید.